# Napoletana (album)
Napoletana è un album in studio del cantante italiano Enzo Avitabile, pubblicato nel 2009.

## Descrizione
L'album è stato pubblicato nel solo formato del CD dalle etichette discografiche FolkClub Ethnosuoni e Sudarte nel 2009, con numero di catalogo ES 5378. È stato ristampato, sempre in formato CD, dall'etichetta discografica Compagnia Nuove Indye, con numero di catalogo CNDL 25807, nel 2012. Un'altra ristampa è stata pubblicata nel 2017.

## Tracce
1. Don Salvatò – 3:24 (testo: Enzo Avitabile – musica: Enzo Avitabile)
2. Libberazione – 3:14 (testo: Enzo Avitabile – musica: Enzo Avitabile)
3. Malincunìa – 2:42 (testo: Enzo Avitabile – musica: Enzo Avitabile)
4. Ricurdànne – 3:52 (testo: Enzo Avitabile – musica: Enzo Avitabile)
5. Benedítta sia – 2:35 (testo: Enzo Avitabile – musica: Enzo Avitabile)
6. Ca nun mancasse màje 'o sole – 3:20 (testo: Enzo Avitabile – musica: Enzo Avitabile)
7. Amaro nunn' ess''a essere màje – 5:03 (testo: Enzo Avitabile – musica: Enzo Avitabile)
8. Il lamento dei mendicanti – 2:15 (testo: Enzo Avitabile – musica: Matteo Salvatore)
9. Sango e grano – 3:55 (testo: Enzo Avitabile – musica: Enzo Avitabile)
10. Figliola ca guarde 'o mare – 3:12 (testo: Enzo Avitabile – musica: Enzo Avitabile)
11. Canto 'e primavera – 3:08 (testo: Enzo Avitabile – musica: Enzo Avitabile)
12. Carmela – 2:49 (testo: Enzo Avitabile – musica: Salvatore Palomba, Sergio Bruni)

Durata totale: 39:29

## Crediti

### Musicisti
- Enzo Avitabile - voce, piffero, arpa, sassofono sopranino[1]
- Carlo Avitabile - castañetas, batteria, tambura[1]
- Marco Pescosolido - violoncello[1]
- Umberto Leonardo - chitarra[1]

### Personale tecnico
- Fabio Speranza - fotografia[1]
- Marino Niola - linear note[1]
- Max Carola - missaggio[1]